# توماس جيمس كلاري
توماس جيمس كلاري (بالإنجليزية: Thomas James Clary)‏ هو محامي وقاضي أمريكي، ولد في 31 أغسطس 1899، وتوفي في 1 أغسطس 1977.